# Sivas (prowincja)
Prowincja Sivas (tur. Sivas ili) – jednostka administracyjna w środkowej Turcji (Region Centralna Anatolia  – İç Anadolu Bölgesi).

## Dystrykty

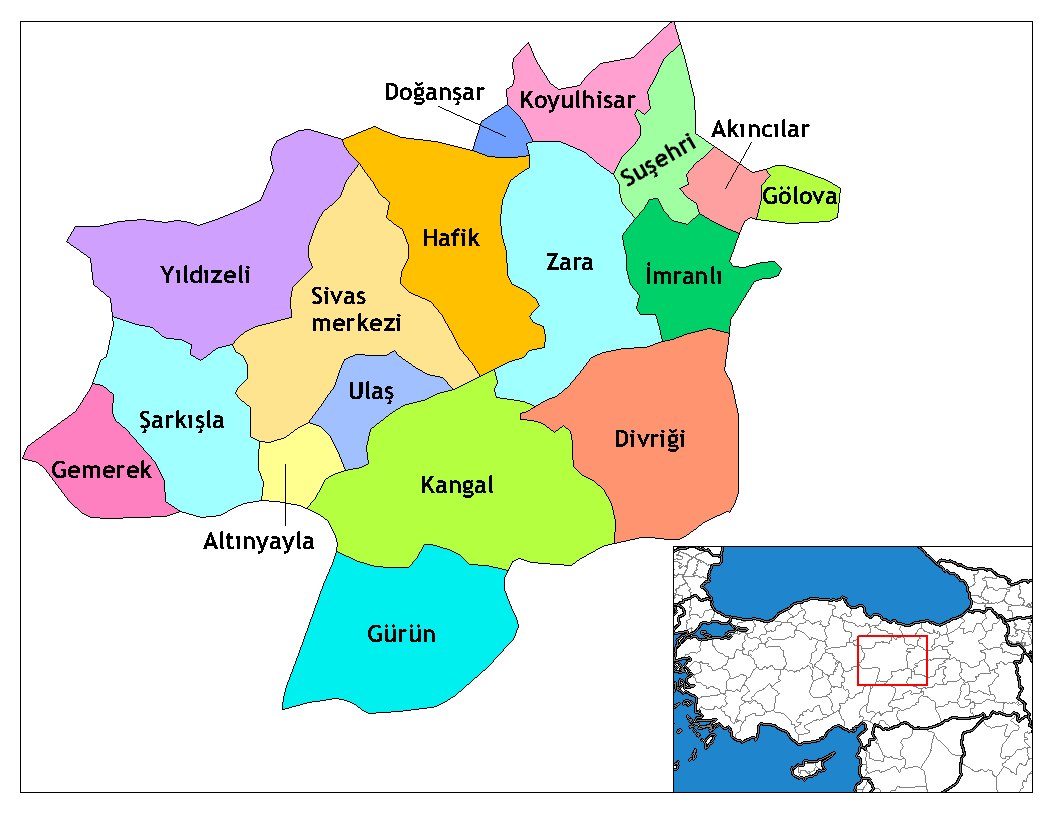
Dystrykty w prowincji Sivas

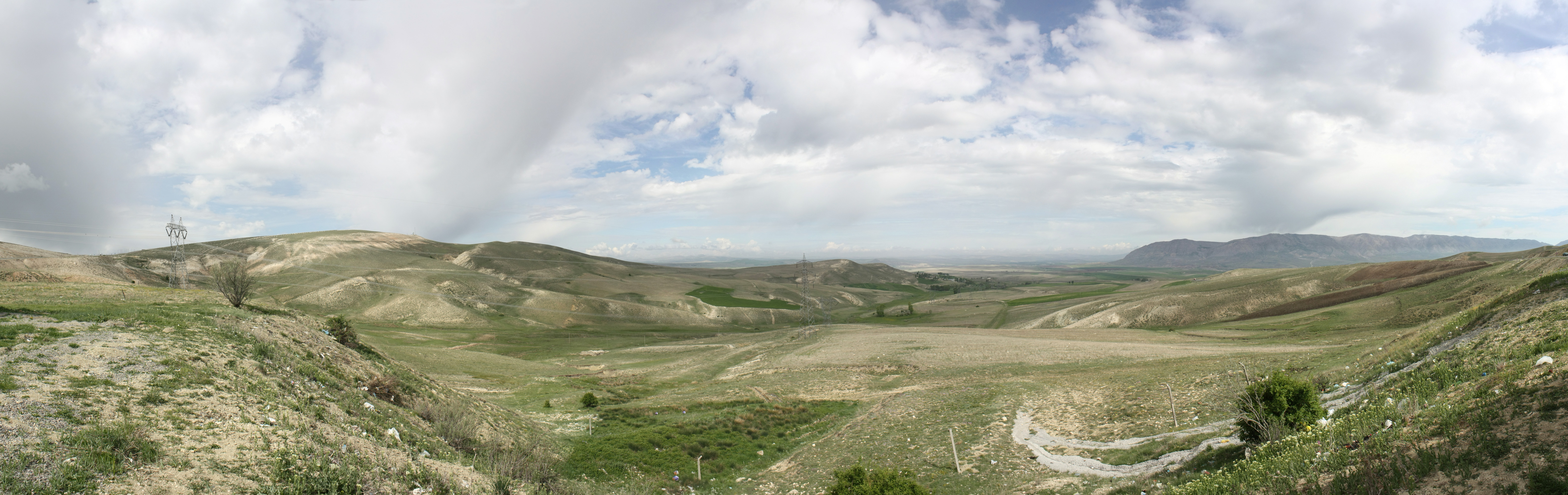
Widok z przełęczy Yağdonduran – typowy krajobraz prowincji

Prowincja Sivas dzieli się na siedemnaście dystryktów:
| - Akıncılar - Altınyayla - Divriği - Doğanşar - Gemerek - Gölova - Gürün - Hafik - İmranlı | - Kangal - Koyulhisar - Şarkışla - Sivas - Suşehri - Ulaş - Yıldızeli - Zara |